# Bob McDonnell
Robert Francis "Bob" McDonnell (Filadelfia, Pensilvania, 15 de junio de 1954) es un político estadounidense del Partido Republicano. Desde enero de 2010 hasta 2014 ocupó el cargo de gobernador de Virginia.